# Laurent Lafitte

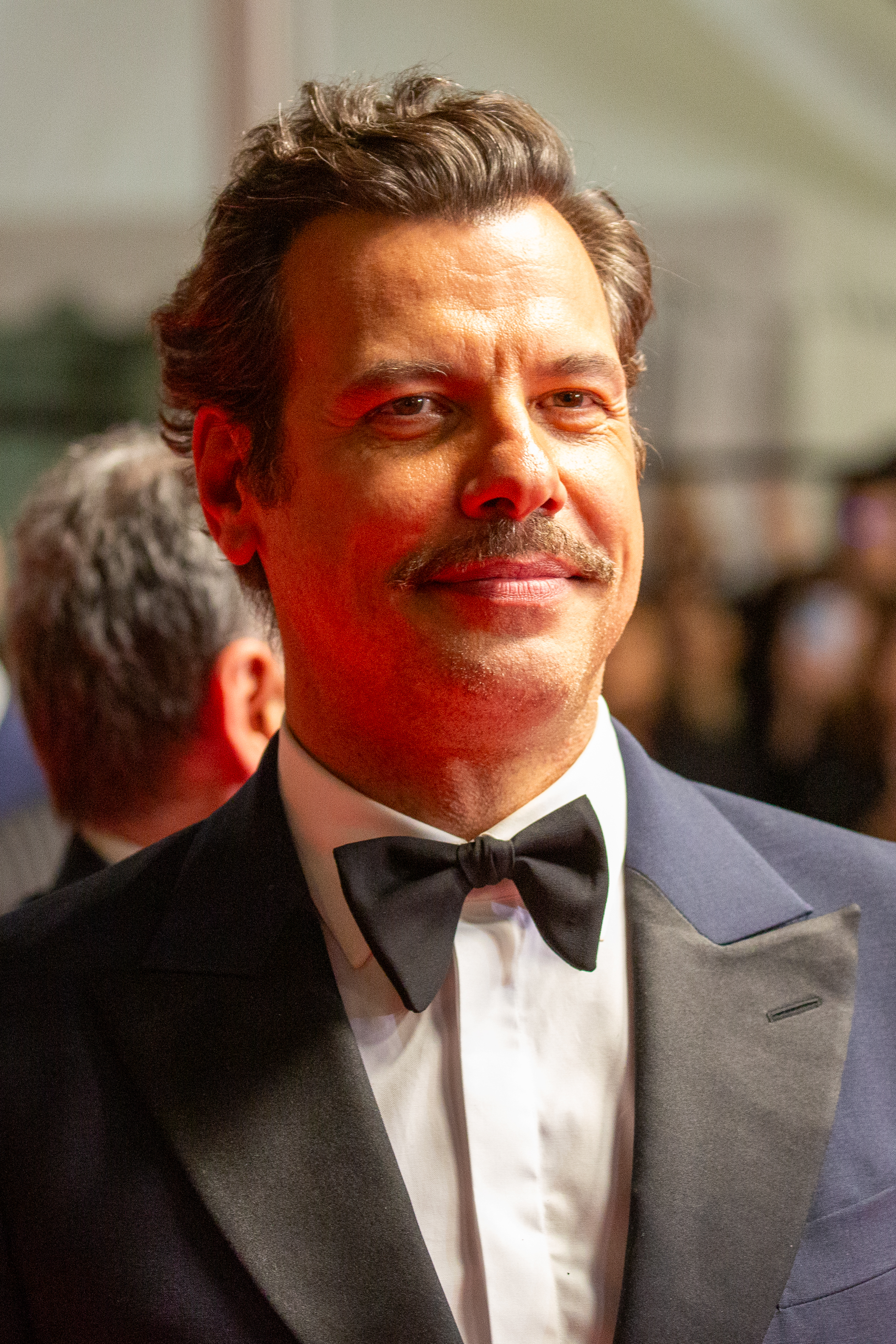
Laurent Lafitte (2025)

Laurent Lafitte (* 22. August 1973 in Fresnes) ist ein französischer Schauspieler und Filmregisseur.

## Leben
Laurent Lafitte ist Absolvent des Lycée Saint-Jean-de-Passy in Paris. Er studierte Schauspiel an der Classe Libre du Cours Florent und am Conservatoire national supérieur d’art dramatique in Paris
bei Muriel Mayette und Philippe Adrien. Sein Studium setzte er in London an der Guildford School of Acting fort, wo er u. a. Kurse in Gesang und Tanz belegte. In London hatte er sein englisches Theaterdebüt in William Shakespeares Viel Lärm um nichts. Nach seiner Rückkehr aus London spielte er in der TV-Serie Classe mannequin an der Seite von Vanessa Demouy, was ihn in Frankreich sofort populär machte, sowie in Filmen von Lionel Delplanque, François Favart und Guillaume Canet.
Er verkörperte in der Folge mehrere Nebenrollen in Kino- und Fernsehfilmen.
Seit 1994 hat Lafitte immer wieder auf Pariser Theaterbühnen gestanden, darunter im Le Splendid, dem Théâtre de l’Ouest parisien, dem Théâtre de Paris und dem Théâtre des Mathurins. Sein Début in der Comédie-Française hatte er 2012 in Gogols Komödie Die Heirat. Von 2012 bis 2024 war er festes Mitglied der Comédie-Française (Pensionnaire à la Comédie-Française). In dieser Zeit hat er praktisch jedes Jahr an der Comédie-Française gespielt. 2020 spielte er die Rolle des Basin de Guermantes in Christophe Honorés Adaptation von Marcel Prousts Le Côté de Guermantes.
2016 moderierte Lafitte die Eröffnungs- und Schlussveranstaltung der Filmfestspiele in Cannes. 2024 verließ Lafitte nach zwölf Jahren die Comédie-Française. Sein letzter Auftritt in der Comédie war die Paraderolle des Cyrano in der Komödie Cyrano de Bergerac.
Seit 2012 wird Lafitte von Marcus Off synchronisiert.

## Preise und Auszeichnungen
- 2012: Chevalier de l’Ordre des Arts et des Lettres[6]
- 2017: César,  Nominierung als bester Nebendarsteller für Elle
- 2018: César,  Nominierung als bester Nebendarsteller für Au revoir là-haut

## Filmografie (Auswahl)
- 1997: Le plaisir, Regie
- 1999: Meine schöne Schwiegermutter (Belle maman),  Regie: Gabriel Aghion
- 2001: Die purpurnen Flüsse, (Les Rivières pourpres),  Regie: Mathieu Kassovitz
- 2002: Bad, Bad Things (Mon Idole), Regie: Guillaume Canet
- 2003: Julie Lescaut (Fernsehserie, 1 Folge)
- 2004: Le Rôle de sa vie, Regie: François Favrat
- 2006: Kein Sterbenswort (Ne le dis à personne), Regie: Guillaume Canet
- 2007: Ein Geheimnis (Un secret), Regie: Claude Miller
- 2008: Le Bruit des gens autour, Regie: Diastème
- 2010: Ensemble, c’est trop, Regie: Léa Fazer
- 2010: Kleine wahre Lügen (Les petits mouchoirs) Regie: Guillaume Canet
- 2012: Ein Mordsteam (De l’autre côté du périph), Regie: David Charhon
- 2013: Der Schaum der Tage (L’écume des jours), Regie: Michel Gondry
- 2013: Wie in alten Zeiten (The Love Punch), Regie: Joel Hopkins
- 2013: Die schönen Tage (Les beaux jours), Regie:  Marion Vernoux
- 2014: Elle l’adore, Regie: Jeanne Herry
- 2015: Mama gegen Papa – Wer hier verliert, gewinnt (Papa ou maman), Regie: Martin Bourboulon
- 2016: Elle, Regie: Paul Verhoeven
- 2016: Glücklich geschieden – Mama gegen Papa 2 (Papa ou Maman 2)
- 2017: K. O., Regie: Fabrice Gobert
- 2017: Au revoir là-haut, Regie: Albert Dupontel
- 2018: Paul Sanchez est revenu!, Regie: Patricia Mazuy
- 2018: Ein Volk und sein König (Un peuple et son roi), Regie: Pierre Schoeller
- 2020: Der Ursprung der Welt (L’origine du monde)
- 2022: Ein MordsTeam ermittelt wieder (Loin du périph), Regie: Louis Leterrier
- 2023: Tapie, Regie: Tristan Séguéla und Olivier Demangel
- 2023: Lupin, Fernsehserie, Teil 3
- 2024: Le Molière imaginaire, Regie: Olivier Py
- 2024: Der Graf von Monte Christo (Le Comte de Monte-Cristo), Regie: Matthieu Delaporte & Alexandre de La Patellière
- 2024: Die Barbaren – Willkommen in der Bretagne (Les barbares)
- 2025: La femme la plus riche du monde